# Omar Daoud
Omar Mohamed Dawood Abulaban (Xaate, 9 de Abril de 1983 – Xaate, 9 de Maio de 2018), mais conhecido simplesmente por Omar Daoud foi um futebolista liberiano que atuava como zagueiro. Morreu aos 35 anos de idade, ainda na ativa, devido a um acidente de carro.
Defendeu a seleção de seu país no Campeonato Africano das Nações de 2006

## Estatísticas
Seleção Líbia
- Fonte:[3]

| #  | Data       | Equipe da Casa         | Resultado | Equipe Visitante | Torneio                                                            | Gol(s)      | Penalizado com cartão amarelo | Expulso |
| -- | ---------- | ---------------------- | --------- | ---------------- | ------------------------------------------------------------------ | ----------- | ----------------------------- | ------- |
| 01 | 02/12/2005 | Emirados Árabes Unidos | 1x1       | Líbia            | Amistoso                                                           | 1           | 0                             | 0       |
| 02 | 12/01/2006 | Tunísia                | 1x0       | Líbia            | Amistoso                                                           | 0           | 0                             | 0       |
| 03 | 20/01/2006 | Egito                  | 3x0       | Líbia            | Campeonato Africano das Nações de 2006 - Grupo A                   | 0           | 1                             | 0       |
| 04 | 28/01/2006 | Líbia                  | 0x0       | Marrocos         | Campeonato Africano das Nações de 2006 - Grupo A                   | 0           | 0                             | 0       |
| 05 | 08/10/2006 | Líbia                  | 1x1       | RD Congo         | Eliminatórias do Campeonato Africano das Nações de 2008 - Grupo 10 | 0           | 0                             | 0       |
| 06 | 18/11/2007 | Líbia                  | 2x1       | Arábia Saudita   | Amistoso                                                           | Gol marcado | 0                             | 0       |
| 07 | 18/11/2007 | Líbia                  | 2x1       | Arábia Saudita   | Amistoso                                                           | Gol marcado | 0                             | 0       |
| 08 | 07/06/2008 | Líbia                  | 1x0       | Gabão            | Eliminatórias da Copa do Mundo FIFA de 2010 - África - Grupo 5     | 0           | 0                             | 0       |
| 09 | 15/06/2008 | Lesoto                 | 0x1       | Líbia            | Eliminatórias da Copa do Mundo FIFA de 2010 - África - Grupo 5     | 0           | 0                             | 0       |
| 10 | 20/06/2008 | Líbia                  | 4x0       | Lesoto           | Eliminatórias da Copa do Mundo FIFA de 2010 - África - Grupo 5     | Gol marcado | 0                             | 0       |
| 11 | 05/09/2008 | Gana                   | 1x0       | Líbia            | Eliminatórias da Copa do Mundo FIFA de 2010 - África - Grupo 5     | 0           | 0                             | 0       |
| 12 | 11/10/2008 | Gabão                  | 1x0       | Líbia            | Eliminatórias da Copa do Mundo FIFA de 2010 - África - Grupo 5     | 0           | 0                             | 0       |
| 13 | 30/12/2008 | Catar                  | 5x2       | Líbia            | Amistoso                                                           | 0           | 0                             | 0       |
| 14 | 11/02/2009 | Líbia                  | 2x3       | Uruguai          | Amistoso                                                           | 0           | 0                             | 0       |
| 15 | 10/10/2010 | Líbia                  | 1x0       | Zâmbia           | Eliminatórias do Campeonato Africano das Nações de 2012 - Grupo C  | 0           | 0                             | 0       |
| 16 | 28/03/2011 | Líbia                  | 3x0       | Comores          | Eliminatórias do Campeonato Africano das Nações de 2012 - Grupo C  | 0           | 0                             | 0       |

## Títulos
- 2004 - Campeão do Campeonato Líbio de Futebol - Al Olympic Az-Zawiyah
- 2006 - Campeão do Campeonato Argelino de Futebol - Sport Youth of Kabylie